# Пороги (завод)
Поро́ги — металлургический завод по выплавке ферросплавов, основанный в 1910 году на реке Большая Сатка. Первый и единственный (до 1931 года) в России ферросплавный завод. Назван в память о каменных порогах, затопленных при сооружении водохранилища. Находился около — посёлок Пороги в Саткинском районе Челябинской области

## История
После Русско-японской войны резко повысился спрос на ферросплавы для выплавки высокопрочных сталей. Бывший управляющий Саткинского металлургического завода А. Ф. Шуппе в 1904—1905 годах выбрал на порожистом участке Большой Сатки между горными хребтами Уары и Чулковским место для строительства гидроэлектростанции и завода для выплавки ферросплавов в электропечах. Вблизи завода находились месторождения хромита (сырьё для производства феррохрома), а на Чулковском хребте — месторождения кварцита, исходного сырья для получения ферросилиция.
29 сентября 1905 года Шуппе подал заявку на участок казённой земли площадью 50 десятин на левом берегу Большой Сатки. 3 июня 1906 года был подписан договор аренды земли на 99 лет. В 1906 под эгидой Б. А. Бахметьева началось проектирование гидроузла и завода. 6 мая 1908 года для организации и финансирования строительства была создана фирма «Уральское электрометаллургическое товарищество графа А. А. Мордвинова, графини Е. А. Мордвиновой, барона Ф. Т. Роппа и А. Ф. Шуппе». К строительству были привлечены рабочие близлежащих металлургических заводов и крестьяне из окрестных деревень.
Плотина высотой 21 м и длиной 125 м строилась кладкой из природного камня. Строительство плотины, завода и вспомогательных сооружений велось менее двух лет с использованием передовых технологий и импортного оборудования. В производственном корпусе размещался машинный зал с электростанцией, электроплавильный цех, отделение по подготовке шихты и электродов, химическая лаборатория, склад, пожарный сарай, кузница, конюшня, а также здание конторы с квартирой управляющего. В машинном зале ГЭС были установлены две гидротурбины фирмы «Бриглеб, Хансен и К°», изготовленные на заказ в 1909 году в Готе. Одна из них мощностью в 80 л.с. предназначалась для питания электропечей, вторая в 50 л. с. — для освещения завода и посёлка. В плавильном цехе были смонтированы французские дуговые электропечи системы «Эру», работавшие на графитовых электродах, которые изготавливались в отделении подготовки электродов. В шихтовом отделении для измельчения сырья применялась дробилка системы «Блэка». Подъёмники затворов слива воды и ручные лебёдки на плотине были изготовлены в Бирмингеме.
Завод был запущен в эксплуатацию 1 июля 1910 года, первая плавка ферросилиция была осуществлена 12 июля 1910 года, феррохрома — 24 августа этого же года. За 1910 год было выплавлено 533,2 т ферросилиция и 206 т феррохрома. Позднее на заводе проводились опытные плавки ферромарганца, ферровольфрама, а также карбида кальция и карбида кремния.
После Октябрьской революции завод входил в состав Южно-Уральского горнозаводского треста, а затем — в объединение «Востокосталь». В 1928 году завод и ГЭС вошли в состав Саткинского металлургического завода. В 1930-х годах на ГЭС была установлена гидротурбина мощностью 750 кВт, что позволило запустить ещё две печи и более чем вдвое увеличить выпуск ферросплавов. Завод выплавлял углеродистый феррохром, затем 30—40 %-й ферросилиций, а позднее 45—75 %-й ферросилиций с производительностью около 655,2 т в год. В зимнее время в условиях недостатка воды завод производил карборунд.
После А. Ф. Шуппе директором завода работал С. С. Штейнберг. В разное время на заводе работали М. А. Иовнович, В. Н. Гусаров.
В конце 1960-х годов завод перешёл на производство периклазовых огнеупоров, а в 1971 году структурно вошёл в комбинат «Магнезит».
В 1993 году комплексу ГЭС и завод был присвоен статус памятника международного значения ЮНЕСКО.